# Torre di Foxi
La torre di Foxi sorge nella omonima località del comune di Quartu Sant'Elena, lungo la costa della città metropolitana di Cagliari.
Si tratta di una torre a forma tronco-conica, in pietra calcarea, eretta dagli spagnoli quale sistema difensivo delle coste sarde contro eventuali attacchi dal mare. È costituita da un unico ambiente, situato al primo piano, che poggia su una cisterna atta all'approvvigionamento dell'acqua.
Secondo Michele Moncada, la data di completamento dell'opera risalirebbe al 1578.
Dalla torre di Foxi, in situazioni di bel tempo, è possibile scorgere anche le altre torri del litorale: dalla Torre del Poetto, alla torre di Mezza Spiaggia, e la torre di Carcangiolas, oramai in condizione di rudere.